# Дель Риего, Гильермо
Гилье́рмо дель Рие́го Гордо́н (исп. Guillermo del Riego Gordón; 11 сентября 1958, Бенавидес) — испанский гребец-байдарочник, выступал за сборную Испании во второй половине 1970-х — первой половине 1980-х годов. Серебряный призёр летних Олимпийских игр в Москве, участник Олимпийских игр в Монреале и Лос-Анджелесе, многократный победитель регат национального значения.

## Биография
Гильермо дель Риего родился 11 сентября 1958 года в муниципалитете Бенавидес.
Благодаря череде удачных выступлений удостоился права защищать честь страны на летних Олимпийских играх 1976 года в Монреале — вместе с напарником Хосе Секином участвовал в зачёте двухместных байдарок на дистанциях 500 и 1000 метров, в обоих случаях пробился в финальную стадию турнира, однако в итоге попасть в число призёров не сумел, финишировал в решающих заездах четвёртым и пятым соответственно.
Несмотря на то, что Испания бойкотировала Олимпийские игры 1980 года в Москве по политическим причинам, дель Риего всё-таки попал на эти Игры и выступил там под нейтральным олимпийским флагом. В одиночках на полукилометровой дистанции показал седьмой результат, тогда как в двойках в паре с Эрминио Менендесом завоевал награду серебряного достоинства, пропустив вперёд только экипаж из СССР. 
Будучи одним из лидеров национальной сборной Испании по гребле, Гильермо дель Риего успешно прошёл квалификацию на Олимпиаду 1984 года в Лос-Анджелесе, где, тем не менее, медалей не выиграл. В двойках совместно с тем же Менендесом остановился на стадии полуфиналов в программе 500 метров, в то время как на 1000 метрах в решающем заезде пришёл к финишу седьмым. Вскоре после этих соревнований принял решение завершить спортивную карьеру.